# Erica propinqua
Erica propinqua är en ljungväxtart som beskrevs av Guthrie och Bolus. Erica propinqua ingår i släktet klockljungssläktet, och familjen ljungväxter. Inga underarter finns listade i Catalogue of Life.